# Lentillac-Saint-Blaise
Lentillac-Saint-Blaise è un comune francese di 137 abitanti situato nel dipartimento del Lot nella regione dell'Occitania.

## Società

### Evoluzione demografica
Abitanti censiti